# مون اکسپرس
مون اکسپرس (انگلیسی: Moon Express) شرکت هوافضای آمریکایی است، که در سال ۲۰۱۰ تأسیس شد.